# Заземлення блискавкозахисту
Зазе́млення блискавкоза́хисту — з'єднання із землею блискавкоприймачів або грозозахистного тросу напряму або крізь розрядник заради відведення від них електричних струмів блискавки у землю, у засобах блискавкозахисту.
Втілюється у вигляді заземлювача — провідної частини або сукупності з'єднаних між собою провідних частин, що перебувають в електричному з'єднанні із землею безпосередньо, або крізь проміжне провідне середовище, наприклад, бетон.
Особливості улаштування блискавкозахисту в Україні зазначені в ДСТУ Б В.2.5-38:2008.

## Захист від прямого удару блискавки
За видом заземлювача, заземлення в електротехніці поділяється на природне та штучне. Для захисту від прямого удару блискавки (ПУБ) слід, зазвичай, використовувати природні заземлювачі — металеві та залізобетонні конструкції будівель, споруд, зовнішнього устаткування, опор блискавковідводів, що стоять окремо, тощо, які мають контакт із землею, зокрема залізобетонні фундаменти в неагресивних, слабкоагресивних і середньоагресивних середовищах за умови забезпечення безперервного електричного зв'язку по їх арматурі і приєднання її до закладних деталей зварюванням.
Бітумні і бітумно-латексні покриття не є завадою для такого використання підмурків. У дуже агресивних середовищах, де захист залізобетону від корозії виконується полімерними матеріалами, а також у разі вологості ґрунту меншої ніж 3%, використовувати залізобетонні фундаменти як заземлювачі блискавкозахисту не допускається. Не дозволяється застосовувати як заземлювачі, і залізобетонні конструкції з попередньо напруженою арматурою.
Для блискавковідводів І і ІІ рівня блискавкозахисту (РБЗ), що стоять окремо, доцільно використовувати наступні конструкції природних заземлювачів:
- один (і більше) залізобетонний підніжник з розмірами не меншими ніж 2,2 м — довжиною, 0,4 м х 0,4 м — у верхній (надземній) частині і 1,8 м х 1,8 м у нижній (підземній) частині, заглиблений у землю не менше ніж на 2 м;
- одна (і більше) залізобетонна паля або опора діаметром не меншим ніж 0,25 м, заглиблена в землю не менше ніж на 5 м;
- залізобетонний фундамент довільної форми з площиною контакту з землею не меншою ніж 10 м².

У разі неможливості використання природних заземлювачів для блискавковідводів, що стоять окремо, застосовуються наступні штучні заземлювачі:
- для І і ІІ РБЗ — заземлювач, який складається з трьох і більше вертикальних електродів довжиною не меншою ніж 3 м, об'єднаних горизонтальним електродом і відстанню між ними не меншою ніж 3 м;
- для ІІІ РБЗ — заземлювач, який складається щонайменше з двох вертикальних електродів довжиною не меншою ніж 3 м, об'єднаних горизонтальним електродом і відстанню між ними не меншою ніж 3 м;
- для IV РБЗ — заземлювач, який складається з одного вертикального або горизонтального електрода довжиною 2÷3 м, прокладеним на глибині не меншій ніж 0,5 м.

У разі неможливості використання природних заземлювачів для блискавковідводів, які мають блискавкоприймачі із сіток або металевої покрівлі, по периметру будівлі чи споруди слід прокладати в землі на глибині не меншій ніж 0,5 м зовнішній контур із штучних горизонтальних заземлювачів.
В ґрунтах з еквівалентним питомим опором ρ ≤500 Ом•м у разі площі будівлі меншій за 250 м², до цього контуру в місцях приєднання струмовідводів для І і ІІ РБЗ приварюються по одному вертикальному або горизонтальному променевому електроду завдовжки 2÷3 м.
В ґрунтах з еквівалентним питомим опором 500 < ρ ≤ 1000 Ом•м у разі площі будівлі меншій від 900 м², до зовнішнього контуру з горизонтальних електродів в місцях приєднання струмовідводів для І і ІІ РБЗ слід приварити не менше двох вертикальних або горизонтальних променевих електродів довжиною 2÷3 м на відстані 3÷5 м один від одного, а в місцях приєднання струмовідводів для ІІІ РБЗ слід приварити по одному вертикальному або горизонтальному променевому електроду довжиною 2÷3 м.
Штучні заземлювачі слід розміщувати під асфальтовим покриттям на відстані не меншій від 1 м від стін або в місцях, в яких зазвичай не перебувають люди (на газонах, на відстані 5 м і більше від ґрунтових проїжджих і пішохідних доріг).
У всіх випадках, за винятком використання блискавковідводу, що стоїть окремо, заземлювач блискавкозахисту слід суміщати із заземлювачами електроустановок і засобів зв'язку. Якщо ці заземлювачі повинні бути розділені за будь-якими технологічними міркуваннями, їх варто об'єднати в загальну систему за допомогою системи зрівнювання потенціалів, відповідно до ДБН В.2.5-27-2006 або ПУЕ: 2006.
З'єднання в системі бликавкозахисту слід виконувати зварюванням, паянням, допускається також вставка в затискний наконечник або болтове кріплення.

## Захист від вторинних дій блискавки
Основне завдання заземлювального пристрою блискавкозахисту — відвести якомога більшу частину струму блискавки (50% і більше) у землю. Решта струму розтікається по підвідних до будівлі комунікаціях (оболонках кабелів, трубам водопостачання тощо). При цьому не виникають небезпечні напруги на самому заземлювачі.
Це завдання виконується сітчастою системою під будівлею і навколо неї. Заземлювальні провідники утворюють сітчастий контур, що об'єднує арматуру бетону внизу фундаменту. Це звичайний метод створення електромагнітного екрану внизу будівлі. Кільцевий провідник навколо будівлі і (або) в бетоні на краях підмурку, з'єднується з системою заземлення заземлювальними провідниками зазвичай, через кожні 5 м. Зовнішній заземлювач провідником, може бути з'єднаний із вказаними кільцевими провідниками.
Арматура бетону внизу фундаменту повинна утворювати сітку, з'єднану з системою заземлення через кожні 5 м. Можна використовувати сітку з оцинкованої сталі з шириною чарунки 5 м, приварену або механічно прикріплену до прутів арматури через кожний 1 м. Кінці провідників сітки можуть служити заземлювальними провідниками для сполучних смуг.
Зв'язок заземлювача і системи з'єднань створює заземлювальну систему. Основне призначення заземлювальної системи — зменшувати різницю потенціалів між будь-якими точками будівлі і устаткування. Це завдання розв'язується створенням великої кількості паралельних шляхів для струмів блискавки і наведених струмів, утворюючи мережу з низьким опором в широкому спектрі частот. Численні і паралельні шляхи мають різні резонансні частоти. Множина контурів з частотно-залежними опорами, створюють єдину мережу з низьким опором для завад даного спектру.